# Szuzuki Keita
Szuzuki Keita (Sizuoka, 1981. július 8. –) japán válogatott labdarúgó.
A japán válogatott tagjaként részt vett a 2007-es Ázsia-kupán.

## Statisztika
| Japán válogatott | Japán válogatott | Japán válogatott |
| Időszak          | Mérk.            | gól              |
| ---------------- | ---------------- | ---------------- |
| 2006             | 7                | 0                |
| 2007             | 13               | 0                |
| 2008             | 8                | 0                |
| Összesen         | 28               | 0                |